# 馬場靖雄
馬場 靖雄（ばば やすお、1957年6月30日 - 2021年4月8日）は、日本の社会学者。元大東文化大学社会学部教授。ニクラス・ルーマンを研究。

## 経歴
1957年、新潟県加茂市生まれ。京都大学大学院文学研究科社会学博士課程を単位取得退学。1990年、長崎大学教養部講師に着任。後に助教授昇進。1999年、大東文化大学経済学部助教授。その後、教授。2018年4月から2020年3月まで同大学社会学部長（環境創造学部長兼務）。

## 受賞
- 2004年 - 『社会の法』（ニクラス・ルーマン著）でレッシング翻訳賞を受賞。

## 著作

### 著書
- 『社会学のおしえ』ナカニシヤ出版 1997
- 『ルーマンの社会理論』勁草書房 2001

### 編著
- 『反=理論のアクチュアリティー』編 ナカニシヤ出版 2001

### 翻訳
- ニクラス・ルーマン『目的概念とシステム合理性 社会システムにおける目的の機能について』上村隆広共訳 勁草書房 1990
- ニクラス・ルーマン『近代の観察』法政大学出版局 叢書・ウニベルシタス 2003
- ニクラス・ルーマン『社会の法』上村隆広,江口厚仁共訳 法政大学出版局 叢書・ウニベルシタス 2003
- ニクラス・ルーマン『社会の芸術』法政大学出版局 叢書・ウニベルシタス 2004
- ニクラス・ルーマン『社会の社会』赤堀三郎,菅原謙,高橋徹共訳 法政大学出版局 叢書・ウニベルシタス 2009
- ニクラス・ルーマン『社会構造とゼマンティク 2』赤堀三郎,毛利康俊,山名淳共訳 法政大学出版局 叢書・ウニベルシタス 2013
- ニクラス・ルーマン『社会の道徳』勁草書房 2015
- ニクラス・ルーマン『社会システム理論〈上・下〉』勁草書房 2020

## 論文
- 馬場靖男